# Sylvia Majo
Sylvia Claudia Ichillumpa Majo (Bellavista, Callao; 27 de octubre de 1968), conocida por su nombre artístico Sylvia Majo, es una actriz y docente peruana. 
Ganó reconocimiento por su amplia trayectoria artística en el cine, el teatro y la televisión, desempeñándose en los roles principales y secundarios. 
Dentro de los papeles que ha interpretado, alcanzó a la fama por el personaje principal de María Flores en la telenovela La pre de Frecuencia Latina, y a su vez como protagonista del cortometraje Ovejas y lobos en el año 2021 y coprotagonista de la película Reinaldo Cutipa en 2023.

## Biografía

### Primeros años
Nacida el 27 de octubre de 1968 en el distrito de Bellavista, Región Callao, bajo el nombre completo de Silvia Claudia Ichillumpa Majo. Estudió las carreras de ciencias de la computación y más tarde, educación en la Universidad Nacional Mayor de San Marcos. Fue egresada en el grado de bachiller de educación en el dicho centro educativo.
En su juventud, se ha desempeñado como analista de sistemas hasta cumplir los 31 años.

### Trayectoria artística
Majo se formó en la actuación en los talleres del Club de Teatro de Lima de la mano de los profesores de actuación Pold Gastello, Francisco Caparó y Sergio Arrau, además de haber trabajado como asistenta de dirección del productor y docente teatral Reynaldo d'Amore. Comenzó su carrera artística a finales de los años 1990 como actriz de teatro. En esa época, asume su primer protagónico con la obra teatral Las pelópidas al lado de Leticia Robles.
Durante los años 2000, inicia su incursión en la televisión peruana, logrando participar en las miniseries peruanas Misterio, Néctar en el cielo, Así es la vida y Mil oficios en el reparto estelar.  En el año 2008, ganó popularidad por haber interpretado a María Flores, la madre de Deyvis, en la miniserie La pre.[cita requerida]
Seguidamente, en los años 2010, continuó con su carrera actoral teniendo unas participaciones en la serie de televisión Conversando con la Luna y las telenovelas Valiente amor, Avenida Perú, Solo una madre y Ojitos hechiceros, dentro del reparto recurrente y principal.
En el año 2014, fue parte del reparto principal de la obra de teatro dramática Cómo crecen los árboles, interpretando al personaje de Paulina, contando con Gustavo López como director general. Gracias a su interpretación, le ha valido una premiación de «Mejor actriz de drama» por parte de los Premios El Oficio Crítico.
En el año 2015, participó en el elenco central de la otra ficción del mismo formato Esquina peligrosa del director Joaquín Vargas estrenada en el Teatro de la Asociación de Artistas Aficionados. Adicionalmente, se ha desempeñado en la rama de la enseñanza, dictando clases de teatro para personas de clase baja, con la colaboración del Ministerio de Trabajo del Perú.
También ese mismo año, fue parte del elenco central de la serie de televisión Nuestra historia de TV Perú, bajo el personaje de Florita, una ama de casa. Seguidamente, se incluye al reparto estelar de la obra Parientes lejanos de Vanessa Vizcarra.
En el año 2016, se suma al reparto central de la ficción teatral Grietas, en el cual ganaría la categoría de «Mejor actriz de drama». Al año siguiente, fue coprotagonista del drama peruano Financiamiento desaprobado, escrita por Tirso Causillas, bajo el papel de la Tía.
Protagoniza la microobra cómica Remate navideño en el año 2018 al lado de la joven actriz de teatro Stephanie Vergara, bajo el papel de la Miss Wanda, retomando el papel para la segunda temporada de 2021.
En el año 2019, fue coprotagonista de la obra teatral La muchacha de los libros usados, compartiendo escena con Antonio Aguinaga, y fue protagonista de la obra cómica Monólogos de mujeres.
Años más tarde, en el año 2020, fue protagonista del monólogo virtual Demonios en la piel, bajo la dirección de Gabriel Gil, interpretando a la actriz Laura Betti. En ese año, ingresa al reparto principal de la obra de teatro Un maldito secreto de la dirección de Aldo Miyashiro, en el personaje de Noemí, una empleada de hogar. Ya para esa época, trabajó en el reparto recurrente en las telenovelas Luz de luna y Dos hermanas.
En el año 2021, asume el papel de Catalina en la serie Los otros libertadores de Latina Televisión. En el año 2023, protagoniza la película Reinaldo Cutipa como Matilde, la madre de Reinaldo. Por esta interpretación recibió el premio APRESCI en la categoría de Mejor actriz.
En el año 2024, fue protagonista del cortometraje peruano Ovejas y rebaños, al lado de los actores Aníbal Lozano Herrera, incluyendo a Álex Fischman en la dirección general, en el cual la cinta fue presentada en el Clermond Ferrand International Short Film Festival de Francia.

## Filmografía

### Televisión
- Mil oficios (2003), reparto recurrente.
- Luciana y Nicolás (2003), Vecina (reparto recurrente).
- Así es la vida (2004-2005), Lideresa (reparto recurrente).
- Misterio (2004), Irene (reparto recurrente).
- Néctar en el cielo (2007), reparto central.
- La pre (2008), María «Marita» Flores (reparto principal).
- Operación Rescate (2010), reparto central.
- Conversando con la Luna (2012-2014), varios roles.
- Nuestra historia (2015), Florita (reparto principal).
- Valiente amor (2016), Fiscal Adela Cubas (reparto recurrente).
- Solo una madre (2017), Rosenda Quesada (reparto principal).
- Con mi novio no te metas (2017), reparto secundario.
- El último bastión (2018), María Parado de Bellido (reparto recurrente).
- Ojitos hechiceros (2018-2019), María Francisca «Pancha» Pomar Ramírez (reparto principal).
- En la piel de Alicia (2019), Gladys Huerta Páucar vda. de Aparicio (reparto central).
- La rosa de Guadalupe Perú (2020), Amanda (reparto central).
- La otra orilla (2020), Abelarda (reparto principal).
- Dos hermanas (2020-2021), Mercedes (reparto principal).
- El placer de los ojos (2021), entrevistada especial.[16]
- Los otros libertadores (2021), Catalina (reparto principal).

### Cine
- Maligno (2016), Vilma Herrera (reparto central).
- Wakcha (2017), Cirila (reparto principal).
- Utopía (2018), Mamacha (reparto secundario).
- La hora final (2017), Vecina (reparto central).
- Monstruos (2020), Mamá (reparto principal).
- El caso Monroy (2022), Jesusa (reparto principal).
- Está estable (2022), Madre (coprotagonista).
- La Pampa (2023), reparto central.
- Reinaldo Cutipa (2023), Matilde (protagonista).
- Chica (2023), Yolanda (reparto central).
- Los huecos de la luna (2023), reparto central.
- Ovejas y lobos (2024), Rosa (protagonista).
- Los indomables (2024), Mujer mestiza (reparto principal).

## Teatro
- Las pelópidas, protagonista.
- Cómo crecen los árboles (2014), Paulina (reparto principal).
- Esquina peligrosa (2015), reparto central.
- Grietas (2016), reparto estelar.
- Parientes lejanos (2016), reparto central.
- Financiamiento desaprobado (2017), Tía (coprotagonista).
- Remate navideño (2018), Miss Wanda (protagonista).
- La muchacha de los libros usados (2019), reparto central.
- Monólogos de mujeres (2020), protagonista.
- Un maldito secreto (2020), Noemí (reparto principal).
- Demonios en la piel (2020), Laura Betti (protagonista).
- ¡Casa, llegué a cariño! (2024), reparto central.
- Túpac Amaru Runa (2025), reparto principal.[17]

## Premios y nominaciones
| Año  | Premios        | Categoría    | Trabajo         | Resultado | Ref.          |
| ---- | -------------- | ------------ | --------------- | --------- | ------------- |
| 2023 | Premios APRECI | Mejor actriz | Reinaldo Cutipa | Ganadora  | [ 12 ] [ 13 ] |